# 真亀パーキングエリア
真亀パーキングエリア（まがめパーキングエリア）は、千葉県山武郡九十九里町の九十九里有料道路下りにあるパーキングエリアである。駐車場のみでトイレと自販機は無い。
2025年（令和7年）8月1日に再オープンした。

## 道路
- 九十九里有料道路

## 施設

### 下り線（一宮町方面）
- 駐車場
  - 小型 8台
  - 大型 3台
  - 障害者用 1台

## 隣
九十九里有料道路
不動堂IC - 豊海TB - 真亀IC/JCT - 真亀PA - 大綱白里IC - 白子IC